# كوكبان (مبين)

تعديل مصدري - تعديل

كوكبان هي إحدى قرى عزلة الجبر بمديرية مبين التابعة لمحافظة حجة، بلغ تعداد سكانها 187 نسمة حسب تعداد اليمن لعام 2004.